# Paul Lester Wiener
Paul Lester Wiener (Leipzig, 1895 - 1967) foi um arquiteto e urbanista alemão naturalizado norte-americano. Realizou projeto em conjunto com Oscar Niemeyer em 1939, o edifício Pavilhão do Brasil, lançado na Feira Mundial de Nova York, de mesmo ano. 